# Bero (vattendrag i Angola)
Bero är ett vattendrag i Angola.   Det ligger i provinsen Namibe, i den västra delen av landet, 700 kilometer söder om huvudstaden Luanda.
Trakten runt Bero är ofruktbar med lite eller ingen växtlighet. Runt Bero är det mycket glesbefolkat, med 2 invånare per kvadratkilometer.